# Pupia
|  | Per a altres significats, vegeu «Púpia». |

La lex Pupia va ser una antiga llei romana instada per un tribú de la plebs de nom Pupi. Prohibia que el senat fes les seves reunions deliberatives en dies de comicis, i establia que entre mitjans de gener i primers de febrer el senat només s'havia d'ocupar de les audiències i de rebre els ambaixadors estrangers.